# Théophile Tavier
Théophile Tavier (* 1889 in Houyet; † 23. Dezember 1944 im KZ Dachau) war ein belgischer römisch-katholischer Geistlicher und Märtyrer.

## Leben
Théophile Tavier stammte aus Hour-Havenne (heute Ortsteil der Gemeinde Houyet) südöstlich von Dinant. Er besuchte das Collège d'Alzon der Assumptionisten in Bure (Tellin, südlich von Rochefort) und begann ein Noviziat in Taintignies (Rumes), um Missionar zu werden, entschloss sich aber dann aus Rücksicht auf seine verwitwete Mutter zum Weltpriestertum. 1914 wurde er in Namur zum Priester geweiht. Die Stationen seines Wirkens waren: Vikar in Ozo (Durbuy) und in Auboué in Frankreich, 1922 Pfarrer in Sterpigny (Gouvy), 1929 Pfarrer in Ottré (Vielsalm) und schließlich Pfarrer in Anloy (Libin).
Am 31. Juli 1944 wurde er aus unbekannten Gründen festgenommen und kam in das Gefängnis Arlon. Ende August 1944 wurde er in das KZ Neuengamme deportiert und von dort im Dezember 1944 in das KZ Dachau. Hier starb er am 23. Dezember 1944 im Alter von 55 Jahren.

## Gedenken
In Anloy ist in der Rue Lavaux eine Gedenktafel für ihn angebracht.